# Diplazium matangense
Diplazium matangense är en majbräkenväxtart som beskrevs av Carl Frederik Albert Christensen.
Diplazium matangense ingår i släktet Diplazium och familjen Athyriaceae. Inga underarter finns listade i Catalogue of Life.